# Agama kaimosae
Agama kaimosae là một loài thằn lằn trong họ Agamidae. Loài này được Loveridge mô tả khoa học đầu tiên năm 1935.